# Grandma (filme)
Grandma (bra: Aprendendo com a Vovó) é um filme de comédia dramática estadunidense de 2015, dirigido, escrito e produzido por Paul Weitz. Apresentado em 30 de janeiro de 2015, no Festival Sundance de Cinema, é estrelado por Lily Tomlin como Elle, cuja neta adolescente (interpretada por Julia Garner) a visita para pedir dinheiro para um aborto.

## Elenco
- Lily Tomlin - Elle Reid[5]
- Julia Garner - Sage
- Marcia Gay Harden - Judy
- Judy Greer - Olivia
- Laverne Cox - Deathy
- Elizabeth Peña - Carla
- Judy Geeson - Francesca
- Nat Wolff - Cam
- John Cho - Chau
- Sam Elliott - Karl
- Mo Aboul-Zelof - Ian
- Missy Doty - Mom

## Recepção
No consenso do agregador de críticas Rotten Tomatoes diz: "Ostentando uma performance estelar de Lily Tomlin e alguns trabalhos poderosamente empáticos do escritor e diretor Paul Weitz, (...) é um drama que não deveria ter que pedir para você visitar." Na pontuação onde a equipe do site categoriza as opiniões da  grande mídia e da mídia independente apenas como positivas ou negativas, o filme tem um índice de aprovação de 91% calculado com base em 174 comentários dos críticos. Por comparação, com as mesmas opiniões sendo calculadas usando uma média aritmética ponderada, a nota alcançada é 7,5/10.
Em outro agregador, o Metacritic, que calcula as notas das opiniões usando somente uma média aritmética ponderada de determinados veículos de comunicação em maior parte da grande mídia, tem uma pontuação de 77/100, alcançada com base em 37 avaliações da imprensa anexadas no site, com a indicação de "revisões geralmente favoráveis".